# Água de Rega
Água de Rega, é um povoado do município brasileiro de Iraquara, situado a noroeste do município, no interior do estado da Bahia.

Está situado próximo ao leito do Riacho Água de Rega, ao qual se estende até a sede do município, Iraquara. 